# أندي بولتون
أندي بولتون (بالإنجليزية: Andy Bolton)‏ هو رافع أثقال ‏ بريطاني، ولد في 22 يناير 1970 في Dewsbury ‏ في المملكة المتحدة.

## وصلات خارجية
- الموقع الرسمي